# Cheiracanthium sakoemicum
Cheiracanthium sakoemicum là một loài nhện trong họ Miturgidae.
Loài này thuộc chi Cheiracanthium. Cheiracanthium sakoemicum được Carl Friedrich Roewer miêu tả năm 1938.